# 枚方市立香陽小学校
枚方市立香陽小学校（ひらかたしりつ こうようしょうがっこう）は、大阪府枚方市香里ヶ丘十一丁目にある公立小学校。

## 沿革
- 1971年4月1日 - 本校竣工
- 1971年8月15日 - プール竣工
- 1972年3月31日 - 体育館竣工
- 1975年3月31日 - 渡り廊下完成
- 1979年4月 - 教室増築完成、供用開始
- 1984年2月29日 - 給食配膳室完成
- 1985年8月29日 - 焼却場完成
- 1990年12月25日 - 集中下足室完成
- 1999年3月11日 - 体育館入口スロープ完成
- 1999年8月31日 - コンピュータ室設置

## 通学区域
- 枚方市 香里ヶ丘3-4丁目（けやき通りより南側）、香里ヶ丘11-12丁目、東香里3丁目（1番、2番を除く）、東香里新町。

卒業生は基本的に枚方市立東香里中学校に進学する。かつて香里ヶ丘3-4丁目の卒業生は枚方市立第四中学校に進学していたが、2010年に校区が変更され、東香里中学校の校区に含まれるようになった。

## 校内の様子

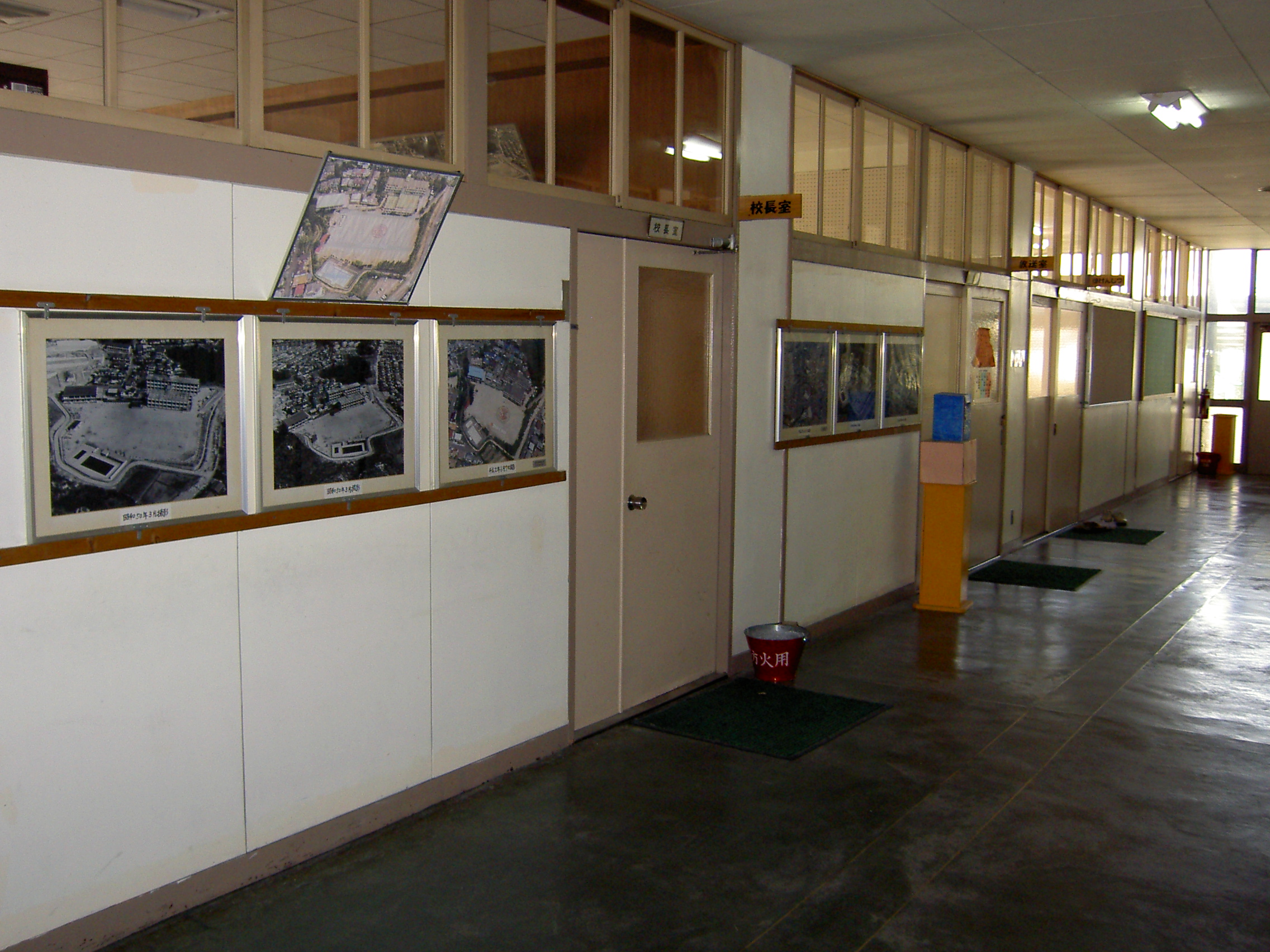
開校当時の造作を残す校長室前廊下
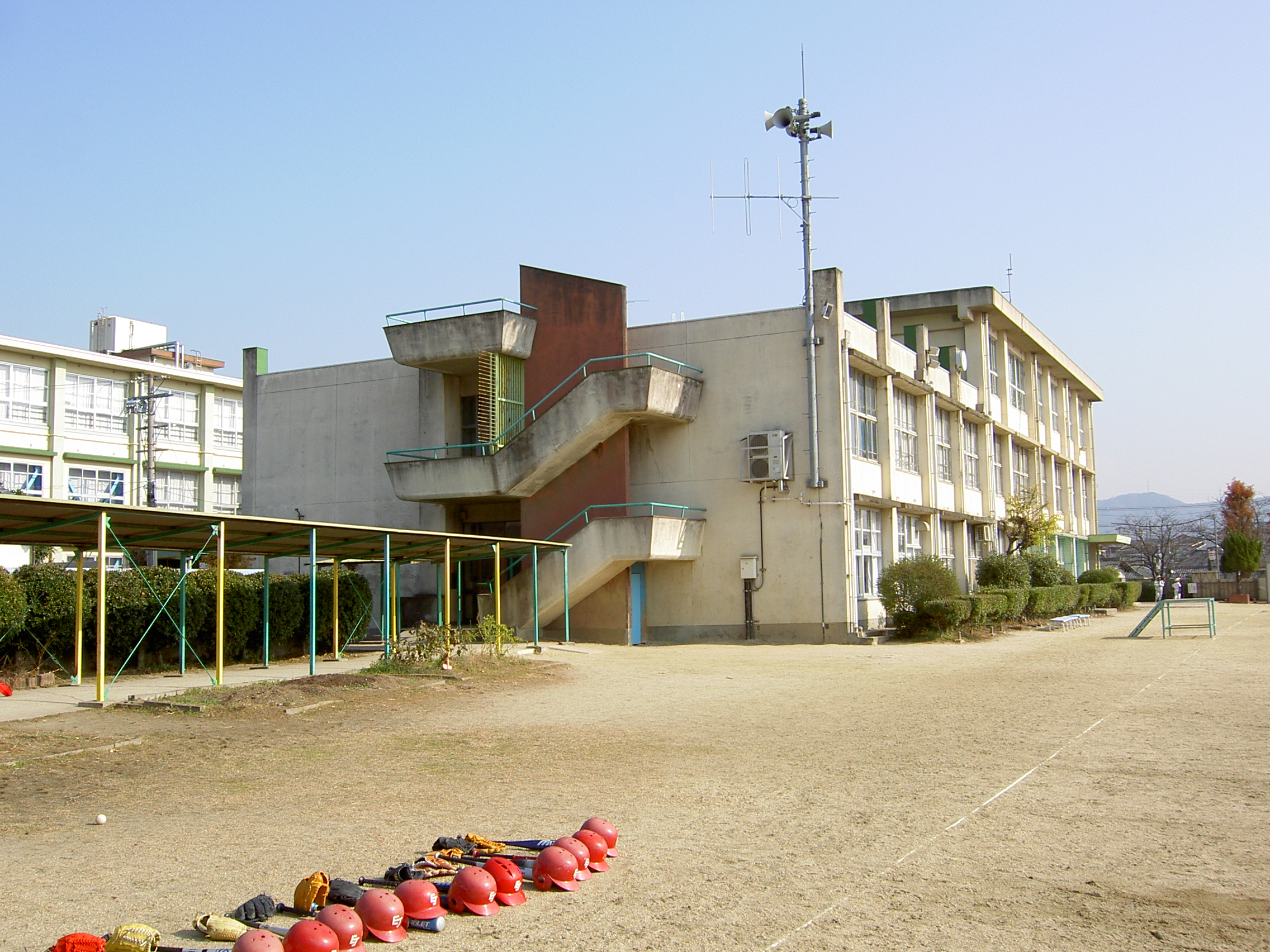
1977年頃プレハブ教室が設置された体育館渡り廊下
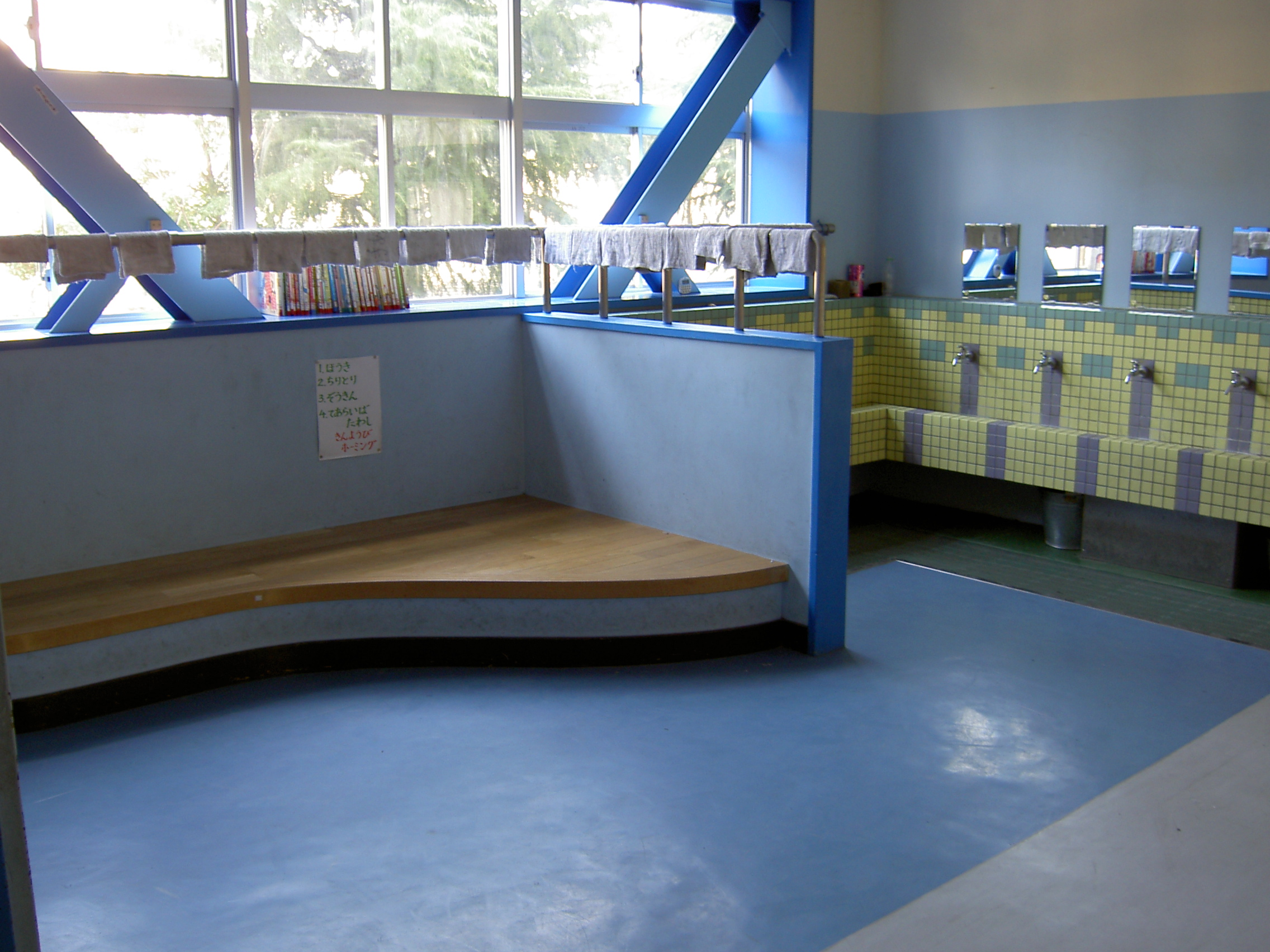
共同調理場から給食が配達されていた教室棟1階洗面所
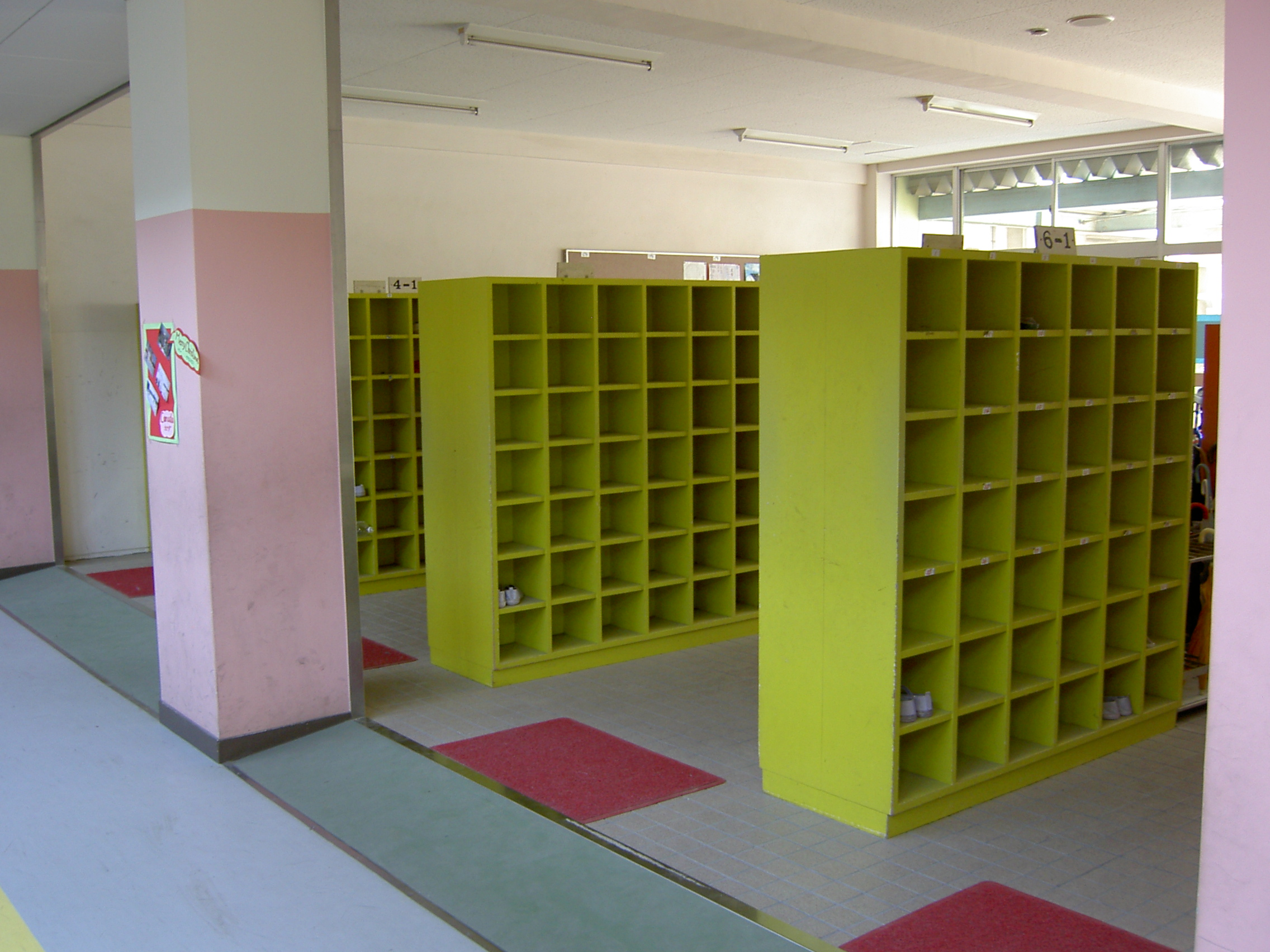
少子化による空き教室を改造した教室棟下足室